# جیمز گرگوری (هنرپیشه)
جیمز گرگوری (انگلیسی: James Gregory; ۲۳ دسامبر ۱۹۱۱ – ۱۶ سپتامبر ۲۰۰۲) هنرپیشه اهل ایالات متحده آمریکا بود. وی بین سال‌های ۱۹۳۹ تا ۲۰۰۰ میلادی فعالیت می‌کرد. 

## گزیده فیلمشناسی
از فیلم‌ها یا برنامه‌های تلویزیونی که وی در آن نقش داشته‌است می‌توان به آثار زیر اشاره کرد.
- غواص (فیلم) (۱۹۵۱)
- آلفرد هیچکاک تقدیم می‌کند (۱۹۵۷–۱۹۵۹)
- بیگانه جوان (۱۹۵۷)
- آل کاپون (فیلم) (۱۹۵۹)
- تسخیرناپذیران (۱۹۵۹) (۱۹۶۱)
- ایکس- ۱۵ (فیلم) (۱۹۶۱)
- ویرجینیایی (۱۹۶۲)
- کاندیدای منچوری (فیلم ۱۹۶۲) (۱۹۶۲)
- گرگ و میش احترام (۱۹۶۳)
- آلفرد هیچکاک تقدیم می‌کند (۱۹۶۳)
- کاپیتان نیومن ام.دی. (۱۹۶۳)
- بونانزا (۱۹۶۴–۱۹۶۹)
- پسران کیتی الدر (۱۹۶۵)
- دود اسلحه (۱۹۶۵)
- غرب وحشی وحشی (مجموعه تلویزیونی) (۱۹۶۵)
- فراری (مجموعه تلویزیونی) (۱۹۶۶)
- صف قاتلین (۱۹۶۶)
- ویرجینیایی (۱۹۶۷)
- جنگ پنهان هری فریگ (۱۹۶۸)
- هاوایی فایو-او (۱۹۶۹)
- در زیر سیاره میمون‌ها (۱۹۷۰)
- آیرونساید (مجموعه تلویزیونی) (۱۹۷۲)
- ستوان کلمبو (۱۹۷۲)
- مأموریت: غیرممکن (۱۹۷۲)
- خانواده پارتریج (۱۹۷۴)
- وضعیت اضطراری! (۱۹۷۵)
- قوی‌ترین مرد جهان (۱۹۷۵)
- رویداد اصلی (۱۹۷۹)